# Bocco II
Bocco II (... – 33 a.C.) fu un re di Mauretania del I secolo a.C., fratello maggiore del re Bogud.

## Biografia
Figlio di Soso (Mastanesosus) e nipote di re Bocco di Mauretania (nato intorno al 110 a.C.), governò il paese insieme ad un fratello minore, Bogud. Bocco governò la parte orientale del regno (con capitale a Iol, l'odierna Cherchell), e Bogud quella occidentale. Dal momento che essi erano entrambi nemici del partito senatoriale, Giulio Cesare riconobbe il loro titolo nel 49 a.C. Per la sua maggiore vicinanza al teatro delle operazioni, fu Bocco che operò più attivamente nel corso della Guerra d'Africa tra Cesare e i seguaci di Pompeo. Alleatosi con l'avventuriero italico Publio Sittio, egli invase la Numidia governata da Giuba I e conquistò Cirta (oggi Costantina), la sua capitale. Giuba fu così costretto a rivolgersi contro di lui, ritardando il momento di unire le proprie forze a quelle di Cecilio Metello Scipione contro Cesare. 
Alla fine della guerra, Cesare concesse in premio a Bocco la parte occidentale dei territori della Numidia (il suo regno arrivò così a comprendere la Cabilia orientale e la regione di Sétif nell'attuale Algeria).  Dione Cassio riferisce che successivamente Bocco inviò i suoi figli in Spagna a sostenere Sesto Pompeo, ma la cosa sembra improbabile. Sia Bocco che Bogud rimasero alleati di Cesare, ed anzi quest'ultimo fu l'artefice della sua vittoria nella battaglia di Munda contro Gneo Pompeo il Giovane.
Dopo la morte di Cesare, Bogud si schierò con Marco Antonio, mentre Bocco fu un sostenitore di Ottaviano. Durante l'assenza di Bogud, partito per combattere in Spagna dalla parte di Marco Antonio, la città di Tingit (Tangeri) si rivoltò e ottenne lo statuto di città romana. Bocco approfittò dell'occasione per impadronirsi, grazie anche al sostegno di Ottaviano, della sua parte di regno, ricreando così un regno di Mauretania unito e vasto.
Alla sua morte, avvenuta nel 33 a.C., Bocco, che non aveva eredi, fece dono del regno ad Augusto, il quale, dopo un periodo di governo diretto (33-25) lo trasmise a Giuba II.